# Geumcheon-dong
Geumcheon-dong (koreanska: 금천동) är en stadsdel i stadsdistriktet Sangdang-gu i staden Cheongju i Sydkorea. Den ligger i provinsen Norra Chungcheong, i den centrala delen av landet, 110 km söder om huvudstaden Seoul.